# Miechowice Małe
Miechowice Małe est une localité polonaise de la gmina de Wietrzychowice, située dans le powiat de Tarnów en voïvodie de Petite-Pologne.